# Сільґіни
Сільґіни (пол. Silginy, нім. Sillginnen) — село в Польщі, у гміні Барцяни Кентшинського повіту Вармінсько-Мазурського воєводства.
Населення — 161 особа (2011).

## Демографія
Демографічна структура станом на 31 березня 2011 року:
|          | Загалом | Допрацездатний вік | Працездатний вік | Постпрацездатний вік |
| -------- | ------- | ------------------ | ---------------- | -------------------- |
| Чоловіки | 81      | 19                 | 48               | 14                   |
| Жінки    | 80      | 21                 | 35               | 24                   |
| Разом    | 161     | 40                 | 83               | 38                   |